# Sventevith (Storming Near the Baltic)
Sventevith (Storming Near the Baltic) – debiutancki album zespołu Behemoth wydany w roku 1995 nakładem Pagan Records. Wydawnictwo zostało zarejestrowane w grudniu 1994 roku w Warrior Studio we współpracy z Krzysztofem "Krisem" Maszotą. Gościnnie w nagraniach wziął udział Cezary "Cezar" Augustynowicz znany z występów w grupie muzycznej Christ Agony.

## Lista utworów
Opracowano na podstawie materiału źródłowego.
| Nr  | Tytuł utworu                            | Słowa                | Muzyka      | Długość |
| --- | --------------------------------------- | -------------------- | ----------- | ------- |
| 1.  | „Chant of the Eastern Lands”            | Adam Darski          | Adam Darski | 5:37    |
| 2.  | „The Touch of Nya”                      | utwór instrumentalny | Adam Darski | 0:53    |
| 3.  | „From the Pagan Vastlands”              | Tomasz Krajewski     | Adam Darski | 4:24    |
| 4.  | „Hidden in a Fog”                       | Tomasz Krajewski     | Adam Darski | 6:45    |
| 5.  | „Ancient”                               | utwór instrumentalny | Demonious   | 1:57    |
| 6.  | „Entering the Faustian Soul”            | Adam Darski          | Adam Darski | 5:28    |
| 7.  | „Forgotten Cult of Aldaron”             | Adam Darski          | Adam Darski | 4:32    |
| 8.  | „Wolves Guard My Coffin”                | Adam Darski          | Adam Darski | 4:26    |
| 9.  | „Hell Dwells in Ice”                    | Demonious            | Adam Darski | 5:45    |
| 10. | „Transylvanian Forest”                  | Adam Darski          | Adam Darski | 4:53    |
| 11. | „Sventevith (Storming Near the Baltic)” | Adam Darski          | Adam Darski | 6:07    |
|     |                                         |                      |             | 50:47   |

## Twórcy
Opracowano na podstawie materiału źródłowego.
| Zespół Behemoth w składzie - Adam "Nergal" Darski - śpiew, gitara elektryczna, gitara basowa - Adam "Baal Ravenlock" Muraszko - perkusja Dodatkowi muzycy - Cezary Augustynowicz - instrumenty klawiszowe - Sascha "Demonious" Falquet - instrumenty klawiszowe |  | Produkcja - Krzysztof "Kris" Maszota - produkcja, inżyniera dźwięku - Tomasz Krajewski - miksowanie, producent wykonawczy - Dark Arts (David Thiérrée) - oprawa graficzna - Stanisław Jakubowski - świątynia Swaroga |

## Wydania
| Rok  | Nr katalogowy | Format | Wytwórnia              | Kraj   |
| ---- | ------------- | ------ | ---------------------- | ------ |
| 1995 | MOON CD 001   | CD     | Pagan Records          | Polska |
| 1995 | MOON LP 001   | LP     | Pagan Records          | Polska |
| 1995 | LEP 003       | CD     | Last Episode           | Europa |
| 1995 | LEP 003-2     | LP     | Last Episode           | Europa |
| 2005 | MMP CD 0167   | CD     | Metal Mind Productions | Europa |